# Jaume Costa
Jaume Vicent Costa Jordá (* 18. März 1988 in Valencia) ist ein spanischer Fußballspieler.

## Karriere
Costa begann seine Karriere in seiner Heimatstadt beim FC Valencia, für dessen Zweitmannschaft er 2007 erstmals in der Tercera División spielte. Mit den Amateuren konnte er 2008 in die Segunda División B aufsteigen. In der Saison 2008/09 stand er schließlich erstmals im Profikader und konnte im Dezember 2008 im UEFA-Pokal gegen den FC Brügge sein Debüt für Valencia geben.
Im Sommer 2009 wurde er an den Zweitligisten FC Cádiz verliehen, bei dem er sich jedoch nicht durchsetzen konnte und mit dem er zu Saisonende in die Drittklassigkeit abstieg.
Im Sommer 2010 wechselte er zur in der Segunda División spielenden Zweitmannschaft des FC Villarreal. Dort kam er in seiner ersten Saison auf 36 Einsätze und konnte im März 2011 auch sein erstes Tor in der zweiten Liga erzielen. Nachdem er im Dezember 2011 bereits im Cup erstmals für die Erstligamannschaft gespielt hatte, gab er im März 2012 sein Debüt in der Primera División, als er im Spiel gegen Real Saragossa in der Startelf stand. Mit Villarreal musste er zu Saisonende jedoch den Gang in die Segunda División antreten.
Nach nur einer Saison in der Zweitklassigkeit konnte jedoch der Wiederaufstieg fixiert werden und man trat ab der Saison 2013/14 wieder in der höchsten spanischen Spielklasse an. Sein erstes Tor in der Primera División konnte Costa im Mai 2014 im Spiel gegen Rayo Vallecano erzielen.
2019 wechselte er für ein Jahr auf Leihbasis zu seinem Ausbildungsverein FC Valencia. Nach Ablauf der Leihe kehrte er für eine Saison zurück, bevor er sich RCD Mallorca anschloss.

## Erfolge
FC Villarreal
- UEFA Europa League: 2021